# 龍興 (侯子光)
龍興（りゅうこう）は、中国、五胡十六国時代に後趙で小秦国政権を樹立し自立した侯子光が建てた私年号。337年。

## 西暦との対照表
| 龍興 | 元年  |
| 西暦 | 337年 |
| 干支 | 丁酉  |